# 西崎寿美
西崎 寿美（にしざき としみ）は、日本の内閣府官僚。財務総合政策研究所副所長を経て、女性初の沖縄振興開発金融公庫理事。

## 人物・経歴
神奈川県相模原市出身。母は与那国島出身。神奈川県立厚木高等学校を経て、1991年一橋大学経済学部卒業、経済企画庁入庁。2013年内閣府大臣官房企画調整課長。2016年経済社会総合研究所景気統計部長。2018年内閣府参事官（総括担当）（政策統括官（経済社会システム担当）付） 。2020年経済社会総合研究所上席主任研究官。2022年財務省大臣官房参事官（大臣官房担当）兼財務総合政策研究所副所長。2023年、女性初の沖縄振興開発金融公庫理事に就任し、教育資金融資保証基金評議員なども兼任した。